# 職業訓練指導員 (建築板金科)
職業訓練指導員 (建築板金科)（しょくぎょうくんれんしどういん けんちくばんきんか）は、職業訓練指導員免許のうちの1つ。厚生労働省管轄。

## 受験資格
職業訓練指導員免許の受験資格と試験免除を参照。1級または2級建築板金技能士の保有者は実務経験不要で、1級合格者は実技と関連学科が免除され、2級合格者は実技が免除される。

## 試験科目

### 学科試験
1. 指導方法（職業訓練原理、教科指導法、訓練生の心理、生活指導及び職業訓練関係法規）
2. 関連学科
  1. 系基礎学科
    1. 建築工学（建築構造　建築施工　建築設備　建築製図　関係法規）
    2. 安全衛生（安全管理　衛生管理）

  2. 専攻学科
    1. 材料（建築板金用材料　関連工事用材料）
    2. 施工法（板金加工法　板金施工法　仕様及び積算）

### 実技試験
1. 建築板金加工・施工